# Rosalía Torrent
Rosalía Torrent Esclapés (Castellón, España, 1957) es una feminista española, crítica de arte y catedrática de Estética y Teoría de las Artes de la Universitat Jaume I de Castellón, España. Sus líneas de investigación se sitúan en torno al arte feminista y arte y diseño contemporáneos. Secretaria del Instituto Universitario de Estudios Feministas.

## Trayectoria profesional
Licenciada en Història del Arte en el año 1979, doctora cum laude en Filosofía en 'Estètica y Teoría de les Artes por la Universidad de València en el año 1987. Ejerce como catedrática en la Universidad Jaume I de Castellón en las áreas de arte, diseño, patrimonio y género.
Ha participado en numerosos congresos sobre arte, diseño y género. 
Directora de la revista CBN. Revista de Estética y Arte contemporáneo. Codirectora del máster Investigación Aplicada en Estudios Feministas, de Género y Ciudadanía.
Directora desde el año 2015 del Museo de Arte Contemporáneo Vicente Aguilera Cerni de Vilafamés, MACVAC, ubicado en la provincia de Castellón.
Ha formado parte de jurados y comités asesores como por ejemplo en la selección de Director del Museo de Bellas Artes de Valencia en 2019.
En el año 2021 el Ayuntamiento de Castellón le otorga el Premio Olimpia 2021 por su labor

### Comisariados
Torrent ha comisariado numerosas exposiciones como Ánima Animal, La Sala 30 arte escondido de Castellón,  Musep del Pintor Raúl Torrent en Cuenca. Galeria Octubre de la Universitat Jaume I (UJI), de la cual también es directora.

## Publicaciones
Ha publicado más de 200 artículos, libros, revistas científicas o culturales. Ha dirigido las revistas feministas como Asparkia (UJI)  y la coordinación de colecciones de libros como la colección «Sendes» (UJI) o «Dissenyadors Valencians» (Ajuntament de Castelló i UJI). Forma parte del consejo de redacción de Dosieres Feministas (UJI).
Google académico recoge desde el año 1991 un listado con 64 de sus publicaciones sobre arte, género, diseño.
En Researchgate hay otro directorio con varios títulos y también en el Directorio de World Cat
Sobre diseño y género. Mujeres pioneras
Historia del diseño industrial publicado por Ed Cátedra en el año 2005  ISBN 10: 8437622670ISBN 13: 9788437622675
España en la Bienal de Venecia 1895- 1997
Directora de la revista CBN. Revista de Estética y Arte contemporáneo.
El silencio como forma de violencia: Historia del arte y mujeres
Participó en los monográficos editados por Ana Martínez Collado y José Luis Panea, Secuencias de la experiencia, estados de lo visible aproximaciones al videoarte español (2017) y Archivo Ares. Estéticas, identidades y prácticas audiovisuales en España (2022)